# Ouverture lyrique
De Ouverture lyrique (Lyrische ouverture) is een compositie van Armas Järnefelt. Het is geschreven rond 1890 en is voor zover bekend het eerste werk dat hij schreef voor orkest. Järnefelt kreeg in die jaren onderricht in Berlijn en zijn orkestmuziek is dan ook beïnvloed door Felix Mendelssohn Bartholdy, maar ook tekenen van Richard Wagner zijn aanwezig.
De eerste uitvoering was weggelegd voor Robert Kajanus met de voorloper van het Filharmonisch Orkest van Helsinki op 17 maart 1892 met een herhaling de dag erna. Armas Järnefelt zou bijna vijftig jaar later chef-dirigent worden van dat orkest.
Het is geschreven voor een haast standaard orkest rond die tijd:
- 2 dwarsfluiten, 2 hobo’s, 2 klarinetten, 2 fagotten
- 2 hoorns, 1 trompet, 2 trombones
- pauken
- violen, altviolen, celli, contrabassen